# Mông Cổ xâm lược Trung Á
Cuộc xâm lược Trung Á của Mông Cổ được tiến hành sau sự thống nhất các bộ lạc người Mông Cổ và Đột Quyết trên thảo nguyên Mông Cổ năm 1206. Cuộc xâm lược này kết thúc khi Thành Cát Tư Hãn chinh phục được đế chế Khwarezmid vào năm 1221

## Các Hãn quốc Duy Ngô Nhĩ, Cát La Lộc và Tây Liêu
Các dân tộc Duy Ngô Nhĩ (Uyghur), Cát La Lộc (Karluk), Đột Quyết (Turk) và Tháp Cát Khắc (Tajik) bản địa đã phục tùng người Mông Cổ. Năm 1210, Ba Nhi Truật A Nhi Thải Đích Cân (Baurchuk Art Tekin), người Duy Ngô Nhĩ, cai trị Cao Xương Hồi Cốt (Kara-Khoja), đã trình diện trước Đại hãn Mông Cổ và tuyên thệ đồng minh với người Mông Cổ. Ông ta được Thành Cát Tư Hãn gả một công chúa cho, và người Duy Ngô Nhĩ đã trở thành những chư hầu dưới quyền người Mông Cổ. Một lãnh đạo của người Cát La Lộc và người Khả Tát (Khazar), lãnh chúa của lưu vực sông Chuy, đã theo gương người Duy Ngô Nhĩ.
Tây Liêu là vương quốc của những người Khiết Đan của nhà Liêu (907 - 1125) đã bị người Nữ Chân nhà Kim đánh bật ra khỏi Trung Hoa. Năm 1124, một số người Khiết Đan chạy phía tây dưới sự lãnh đạo của Da Luật Đại Thạch và thành lập Tây Liêu giữa Semirechye và sông Chuy. Họ làm chủ Trung Á vào thế kỉ 12 sau khi tiêu diệt Ahmed Sanjar, chỉ huy quân của đế quốc Đại Seljuq trong trận Qatwan. Tuy nhiên, quyền lực của họ bị tan rã từ năm 1211 bởi những hoạt động phối hợp giữa Muhammad II nhà Khwarezm-Shah (1200 - 1220) và Khuất Xuất Luật (Kuchlug), một hoàng tử tị nạn người Nãi Man (Naiman), chống lại người Mông Cổ của Thành Cát Tư Hãn. Khuất Xuất Luật sau được người Tây Liêu che chở, nhưng ông ta cuỗi cùng đã chiếm ngôi cúc nhi hãn (gurkhan) của Da Luật Trực Lỗ Cổ vào năm 1211.
Khuất Xuất Luật tấn công thành A Lực Ma Lý (Almaliq), và người Cát La Lộc ở đó là chư hầu của người Mông Cổ nên đã kêu gọi Thành Cát Tư Hãn giúp đỡ. Năm 1216, Thành Cát Tư phái tướng Triết Biệt (Jebe) đánh Khuất Xuất Luật. Người Mông Cổ đánh bại Tây Liêu ở Bát Lạt Sa Cổn (Balasaghun), Khuất Xuất Luật chạy trốn, song vẫn bị giết vào năm 1218.

## Khwarezmia
Cuộc xâm lược Khwarezmia của người Mông Cổ kéo dài từ năm 1219 đến 1221. Thật ra, Đế quốc Mông Cổ lúc đầu không có ý định xâm lược Đế quốc Khwarezmia. Thành Cát Tư Hãn trước đó đã gửi một bức thư cho vua của Đế chế Khwarezmid, chúc mừng ông ta như một người ngang hàng: "Ngài cai trị mặt trời lặn còn tôi (cai trị) mặt trời mọc". Cuộc chinh phục ban đầu của người Mông Cổ nhắm đến "tất cả những người sống trong lều nỉ", đã thống nhất các bộ tộc du mục ở Mông Cổ và sau đó là người Thổ Khố Man (Turkmen) và những dân tộc du mục khác tương đối ít đổ máu, và hầu như không có tổn hại vật chất. Tuy nhiên, khi người đứng đầu của một thành phố của Khwarezmid từ chối tiếp nhận sứ thần và sau một thời hạn 3 ngày, đã giết sứ giả và hầu hết phái đoàn. Những người Mông Cổ còn lại bị trả về với đầu bị cạo trọc, một dấu hiệu truyền thống của nô lệ và sự phục tùng trong văn hóa Mông Cổ. Vài tháng sau, khi biết được thái độ tiếp đãi này, Thành Cát Tư Hãn nổi giận và lấy đó làm cớ để xâm lược.
Cuộc xâm lược Trung Á của người Mông Cổ đã dẫn đến sự tàn phá hoàn toàn Đế chế Khwarezmid cùng với những cuộc thảm sát rất nhiều dân thường trong vùng. Người Mông Cổ đã hủy diệt một cách có hệ thống một lượng lớn dân cư của các thành phố, như Bukhara. Điều này đã khiến người Mông Cổ nổi tiếng là những kẻ tàn bạo khát máu, và đặc tính này khắc sâu trong tâm trí những người sống sót sau những chiến dịch của người Mông Cổ.
Trong suốt thời kì xâm lược Transoxania (nay là Uzbekistan, Tajikistan, nam Kyrgyrstan và đông nam Kazakhstan) năm 1219, cùng với quân chủ lực Mông Cổ, Thành Cát Tư Hãn cũng sử dụng một đơn vị máy bắn đá đặc biệt của Trung Hoa trong các trận chiến. Chúng được sử dụng trở lại vào năm 1220 ở Transoxania. Người Trung Hoa có thể đã dùng những chiếc máy bắn đá này để bắn những quả bom thuốc súng, vì họ đã có những thứ này từ trước đó. Trong khi Thành Cát Tư Hãn chinh phục Transoxania và Ba Tư, nhiều người Trung Hoa quen với việc sử dụng thuốc súng đã phục vụ trong quân đội của ông. Các sử giả cho rằng cuộc xâm lược của Mông Cổ đã mang những vũ khí dùng thuốc súng của người Trung Hoa vào Trung Á. Một trong số đó là hỏa súng, một kiểu súng cối Trung Hoa.